# Horatio Torromé
Horatio Tertuliano Torromé (Rio de Janeiro, Brasil, 1861 – Willesden, Reino Unido, 1920) foi um patinador artístico que representou a Argentina nos Jogos Olímpicos de 1908, sendo o único representante deste país.

## Principais resultados
| Resultados                                            | Resultados    | Resultados    | Resultados    |
| Internacional                                         | Internacional | Internacional | Internacional |
| Evento/Temporada                                      | 1901– 1902    |               | 1907– 1908    |
| ----------------------------------------------------- | ------------- | ------------- | ------------- |
| Jogos Olímpicos                                       |               | 7.º           |               |
| Campeonato Mundial                                    | 4.º           |               |               |
|                                                       |               |               |               |
| Legenda: Competição não foi disputada nesta temporada |               |               |               |